# Gonzalo Cáceres
Gonzalo Gastón Cáceres (7 de mayo de 1985, Provincia de Santiago del Estero, Argentina) es un exfutbolista argentino, su posición en campo de juego es defensor central. 

## Trayectoria
Debutó en Central Córdoba de Santiago del Estero en la temporada 2006 donde se destacó por ser un defensor con llegada al gol (en su primera etapa marcó 6 goles). También jugó en Chacarita Juniors, donde estuvo muy por debajo de su nivel y solo disputaría en 4  en 2 años. Volvió a Central Córdoba y fue otra vez uno de los pilares del equipo, en su segunda etapa marcaría 3 goles más con el equipo santiagueño.
Recaló en San Martín de Tucumán en el año 2012 donde estuvo hasta el 2013. Luego se lo afiliaron para los clubes Chaco For Ever (Resistencia, Provincia de Chaco), Club Atlético Villa Alvear (Resistencia, Chaco) y el Club Atlético Estudiantes (también de Resistencia, Chaco). Actualmente se encuentra jugando para el equipo tucumano, Amalia.

## Clubes y estadísticas
| Club                             | Temporada      | Liga  | Liga  | Copa Nacional | Copa Nacional | Copa Internacional | Copa Internacional | Total | Total |
| Club                             | Temporada      | Part. | Goles | Part.         | Goles         | Part.              | Goles              | Part. | Goles |
| -------------------------------- | -------------- | ----- | ----- | ------------- | ------------- | ------------------ | ------------------ | ----- | ----- |
| Central Córdoba Argentina        | 2006/2007      | 8     | 0     | -             | -             | -                  | -                  | 8     | 0     |
| Central Córdoba Argentina        | 2007/2008      | 15    | 1     | -             | -             | -                  | -                  | 15    | 1     |
| Central Córdoba Argentina        | 2008/2009      | 22    | 3     | -             | -             | -                  | -                  | 22    | 3     |
| Central Córdoba Argentina        | 2009/2010      | 13    | 2     | -             | -             | -                  | -                  | 13    | 2     |
| Central Córdoba Argentina        | Total          | 58    | 6     | -             | -             | -                  | -                  | 58    | 6     |
| Chacarita Juniors Argentina      | 2010/2011      | 3     | 0     | -             | -             | -                  | -                  | 3     | 0     |
| Chacarita Juniors Argentina      | 2011/2012      | 1     | 0     | -             | -             | -                  | -                  | 1     | 0     |
| Chacarita Juniors Argentina      | Total          | 4     | 0     | -             | -             | -                  | -                  | 4     | 0     |
| Central Córdoba Argentina        | 2012           | 20    | 3     | -             | -             | -                  | -                  | 20    | 3     |
| Central Córdoba Argentina        | Total          | 20    | 3     | -             | -             | -                  | -                  | 20    | 3     |
| San Martín de Tucumán Argentina  | 2012/2013      | 3     | 0     | -             | -             | -                  | -                  | 3     | 0     |
| San Martín de Tucumán Argentina  | 2013/2014      | 40    | 2     | 1             | 0             | -                  | -                  | 41    | 2     |
| San Martín de Tucumán Argentina  | Total          | 43    | 2     | 1             | 0             | -                  | -                  | 44    | 2     |
| Chaco For Ever Argentina         | 2014           | 9     | 0     | 0             | 0             | -                  | -                  | 9     | 0     |
| Chaco For Ever Argentina         | 2015           | 8     | 2     | 1             | 0             | -                  | -                  | 9     | 2     |
| Chaco For Ever Argentina         | Total          | 17    | 2     | 1             | 0             | -                  | -                  | 18    | 2     |
| Villa Alvear Argentina           | 2016           | 12    | 1     | 0             | 0             | -                  | -                  | 12    | 1     |
| Villa Alvear Argentina           | Total          | 12    | 1     | -             | -             | -                  | -                  | 12    | 1     |
| Amalia de Tucumán Argentina      | 2017           | 3     | 0     | 2             | 1             | -                  | -                  | 5     | 1     |
| Amalia de Tucumán Argentina      | Total          | 3     | 0     | 2             | 1             | -                  | -                  | 5     | 1     |
| Villa Paulino de Frías Argentina | 2018           | 0     | 0     | -             | -             | -                  | -                  | 0     | 0     |
| Villa Paulino de Frías Argentina | Total          | 0     | 0     | -             | -             | -                  | -                  | 0     | 0     |
| Amalia de Tucumán Argentina      | 2018/2019      | 15    | 2     | -             | -             | -                  | -                  | 15    | 2     |
| Amalia de Tucumán Argentina      | Total          | 15    | 2     | -             | -             | -                  | -                  | 15    | 2     |
| Marcador Total                   | Marcador Total | 172   | 16    | 4             | 1             | -                  | -                  | 176   | 17    |